# Oudi
Cet article concerne la langue oudi. Pour le peuple oudi, voir Oudis.
L'oudi est une langue de la famille nakho-daghestanienne. On pense que c'était la langue principale de l'Albanie du Caucase, qui s'étendait entre le sud du Daghestan et l'Azerbaïdjan. Cette langue remonterait au Xe siècle av. J.-C., en succédant à l'albanien (ou aghouanais, plus rarement aghbanien, souvent appelée ancien oudi, ou improprement albanais caucasien) mêlé d'emprunts aux langues persanes à la suite des invasions musulmanes sur l'ancien empire romain au VIIe siècle.
Elle est encore parlée par environ 5 000 personnes, dans le village azerbaïdjanais de Nidj, dans le district de Qabala et d’Oguz [réf. souhaitée], ainsi que dans certaines régions du Caucase septentrional dépendant de la fédération de Russie. L'oudi est également parlé dans certains villages de la province arménienne de Tavush, et en Géorgie dans le village d'Octomberi (province de Kakhétie, district de Kvareli).
L'oudi fait partie du groupe lezghique, qui comprend notamment le lezguien et le tabassaran. Dans le groupe parent des langues daghestaniennes, ce groupe se rapproche également de l'avar, du dargwa et du lak.

## Écriture
Plusieurs alphabets ont été développés pour l’écriture de l’oudi.
Dans les années 1990, un alphabet latin a été développé par Georgy Kechaari (en) en Azerbaïdjan et est utilisé dans des manuels scolaires,.
Un nouvel alphabet latin a été développé en Azerbaïdjan et utilisé dans le dictionnaire oudi-azeri-russe de Robert Mobili en 2010 et dans des manuels scolaires publiés entre 2010 et 2016,,,.
| a | b  | c | č | ç | ç̌ | c' | č' | d | e  | ə | ə̌ | f | g  | ğ | h | x | i  | ı | ǐ | j | ǰ | k | k' |
| q | q’ | l | m | n | o | ö  | ǒ  | p | p' | r | s | ś | s' | ş | š | t | t' | u | ü | ǔ | v | y | z  |

## Sources
- (az) Venera Ant'onova, Nanay muz-2 : Udi muza zombakala işk’olxoy p’ə̌mci sinifxoynak, Bәkü, Şәrq-Qәrb,‎ 2010 (ISBN 978-9952-34-547-6)
- (az) Venera Ant'onova, Udi muz-3 : Udi dili-3, Bәkü, Şәrq-Qәrb,‎ 2012 (ISBN 978-9952-34-790-6)
- (az) Venera Ant'onova, Udi muz-4 : Udi dili-4: dərslik, Bәkü, Şәrq-Qәrb,‎ 2015 (ISBN 978-9952-498-94-3)
- (az) Yuşka Aram Aydınov et Jora Avetisiğar Keçaari, Udin muz 3 : udi dili, Bakı, Maarif, 1996
- (az) Robert Mobili, Udicə-azərbaycanca-rusca lüğət, 2010 (ISBN 978-9952-8024-6-7)
- (de) Wolfgang Schulze, Die Sprache der Uden in Nord-Azerbajdžan — Studien zur Synchronie und Diachronie einer süd-ostkaukasischen Sprache, Wiesbaden, Otto Harrassowitz, 1982 (ISBN 3-447-02291-4)